# Tours-sur-Marne
Tours-sur-Marne ist eine französische Gemeinde mit 1.371 Einwohnern (Stand: 1. Januar 2022) im Département Marne in der Region Grand Est. Sie gehört zum Arrondissement Épernay und zum Kanton Épernay-1.

## Geographie
Tours-sur-Marne liegt etwa elf Kilometer östlich von Épernay an der Marne und am Canal latéral à la Marne. Umgeben wird Tours-sur-Marne von den Nachbargemeinden Bouzy im Norden, Ambonnay im Nordosten, Condé-sur-Marne im Osten, Jâlons im Südosten, Athis im Süden, Plivot im Südwesten, Aÿ-Champagne sowie Val de Livre im Nordwesten.

## Bevölkerungsentwicklung
| Jahr                       | 1962 | 1968 | 1975 | 1982 | 1990 | 1999 | 2006 | 2018 |
| Einwohner                  | 873  | 1100 | 1249 | 1207 | 1152 | 1207 | 1292 | 1384 |
| Quellen: Cassini und INSEE |      |      |      |      |      |      |      |      |

## Sehenswürdigkeiten

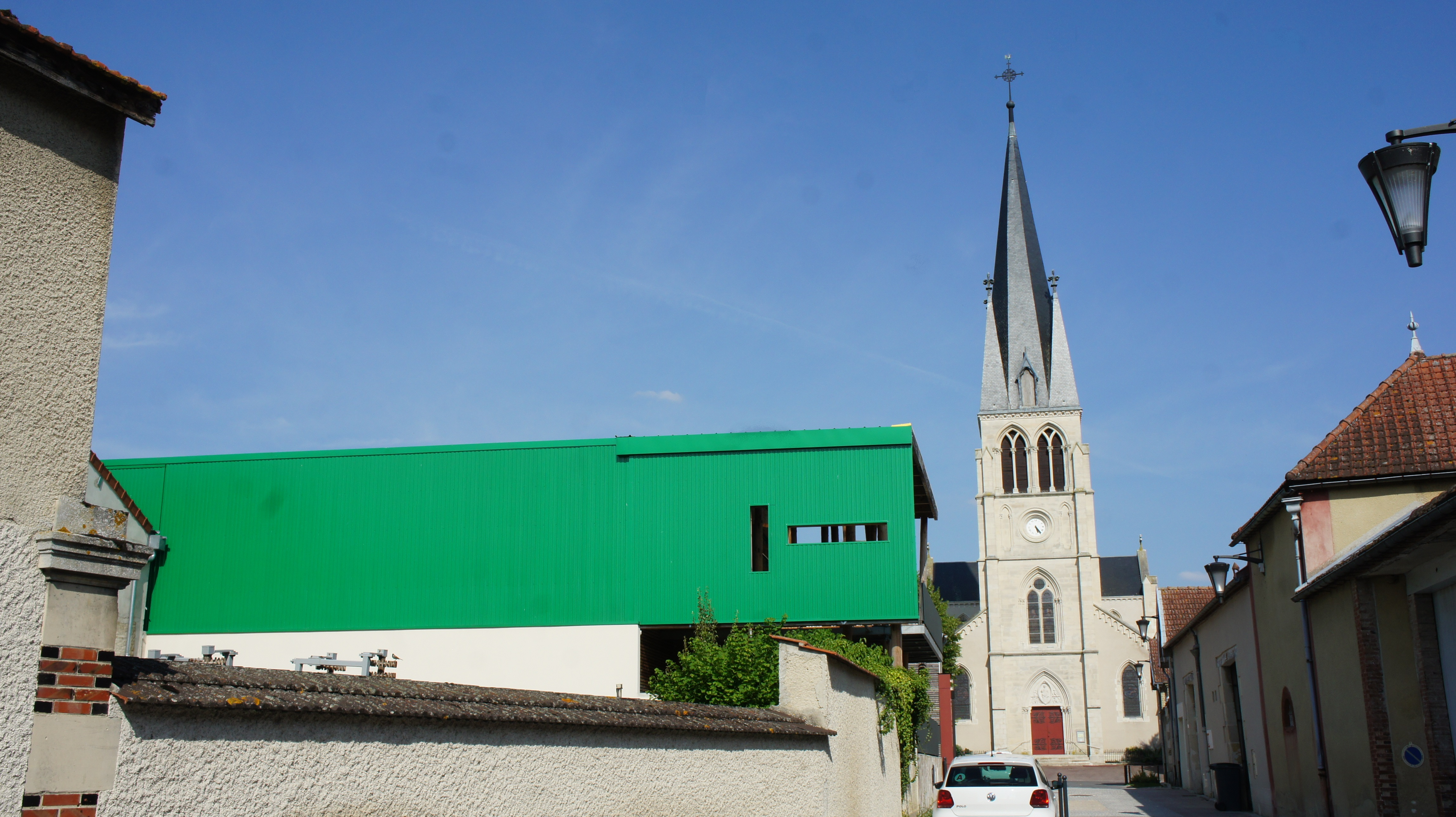
Kirche Sainte-Marie-Madeleine

- Kirche Sainte-Marie-Madeleine